# Superconducting Super Collider
Nadprzewodzący Superakcelerator, Superzderzacz Nadprzewodzący (ang. Superconducting Super Collider) – projekt budowy akceleratora cząstek w amerykańskim stanie Teksas w miejscowości Waxahachie. W 1993 roku budowę akceleratora SSC przerwano.